# Mistrzostwa NACAC w Biegach Przełajowych 2013
9. Mistrzostwa NACAC w Biegach Przełajowych – zawody lekkoatletyczne, które odbyły się 26 stycznia 2013 w Mandeville na Jamajce.
W mistrzostwach wzięło udział ponad 150 zawodników ze Stanów Zjednoczonych, Kanady, Meksyku, Portoryko, Tryninadu i Tobago, Bermudów, Bahamów oraz Jamajki.

## Rezultaty

### Mężczyźni
| Konkurencja:              | Złoto                                                                     | Wynik   | Srebro                                                                               | Wynik   | Brąz                                                                      | Wynik   |
| Bieg seniorów na 8,1 km   | Craig Forys                                                               | 24:46   | Cameron Levins                                                                       | 24:47   | Kelly Wiebe                                                               | 25:04   |
| Drużyna seniorów          | Stany Zjednoczone · Craig Forys · Matt Forys · Phillip Reid · Joe Moore   | 18 pkt. | Kanada · Cameron Levins · Kelly Wiebe · Chris Winter · Simon Bairu                   | 22 pkt. | Jamajka · Kirk Brown · Damion Bent · Rupert Green · Ainsworth Daley       | 74 pkt. |
| Bieg juniorów na 6,075 km | Edgar Alan García                                                         | 19:10   | Estevan de la Rosa                                                                   | 19:13   | Victor Montañez                                                           | 19:16   |
| Drużyna juniorów          | Kanada · Ryan Sleiman · Troy Smith · Benjamin Flanagan · Christian Gravel | 31 pkt. | Stany Zjednoczone · Estevan de la Rosa · Andrew Gardner · Ryan Roush · Arya Bahreini | 35 pkt. | Portoryko · Victor Santana · Andrés Arroyo · John Torres · Giancarlo Baez | 52 pkt. |

### Kobiety
| Konkurencja:              | Złoto                                                                                | Wynik   | Srebro                                                                                       | Wynik   | Brąz                                                                             | Wynik   |
| Bieg seniorek na 6,075 km | Natasha Fraser                                                                       | 21:07   | Rachel Cliff                                                                                 | 21:35   | Beverly Ramos                                                                    | 21:48   |
| Drużyna seniorek          | Kanada · Natasha Fraser · Rachel Cliff · Sarah Boyle · Linsday Carson                | 18 pkt. | Stany Zjednoczone · Mary Kate Champagne · Rachel Hannah · Kara Lubieniecki · Stephanie Price | 26 pkt. | Portoryko · Beverly Ramos · Zenaida Maldonado · Anais Galan · Carolyn Burgos     | 49 pkt. |
| Bieg juniorek na 4,05 km  | Erin Finn                                                                            | 14:09   | Madeline Yungblut                                                                            | 14:18   | Gabriela Stafford                                                                | 14:25   |
| Drużyna juniorek          | Kanada · Madeline Yungblut · Gabriela Stafford · Madeline MacDonald · Jillian Forsey | 17 pkt. | Stany Zjednoczone · Erin Finn · Samantha George · Meghan McGovern · Regan Mullen             | 21 pkt. | Portoryko · Ashley Laureano · Angelin Figueroa · Daliris Lopez · Cristeliz Colon | 65 pkt. |

## Klasyfikacja medalowa
| Miejsce | Kraj              | Złoto | Srebro | Brąz | Razem |
| 1       | Kanada            | 4     | 4      | 2    | 10    |
| 2       | Stany Zjednoczone | 3     | 4      | 0    | 7     |
| 3       | Meksyk            | 1     | 0      | 1    | 2     |
| 4       | Portoryko         | 0     | 0      | 4    | 4     |
| 5       | Jamajka           | 0     | 0      | 1    | 1     |